# Biegi narciarskie na Zimowych Igrzyskach Olimpijskich Młodzieży 2016
Konkurencje biegów narciarskich na Zimowych Igrzyskach Olimpijskich Młodzieży 2016 zostały przeprowadzone w dniach 13-19 lutego 2016 roku na stadionie Birkebeineren w Lillehammer. W ramach igrzysk zawodniczki i zawodnicy rywalizowali w sześciu konkurencjach: trzech indywidualnych (biegu indywidualnym, sprincie i nowej konkurencji crossie) oraz jednej drużynowej wspólnej z kombinatorami norweskimi i skoczkami narciarskimi – łącznie rozdanych zostało siedem kompletów medali.

## Terminarz
| Data       | Godzina   | Miejscowość | Konkurencja                                            | Złoto                                                                                        | Srebro | Brąz                                                                                   |
| ---------- | --------- | ----------- | ------------------------------------------------------ | -------------------------------------------------------------------------------------------- | --- | -------------------------------------------------------------------------------------- |
| 13.02.2016 | 11:10 CET | Lillehammer | Cross dziewcząt                                        | Moa Lundgren                                                                                 | Johanna Hagström                                                                                          | Laura Chamiot-Maitral                                                                  |
| 13.02.2016 | 11:25 CET | Lillehammer | Cross chłopców                                         | Magnus Kim                                                                                   | Thomas Helland Larsen                                                                                     | Lauri Mannila                                                                          |
| 16.02.2016 | 10:45 CET | Lillehammer | Sprint stylem klasycznym dziewcząt                     | Johanna Hagström                                                                             | Julija Pietrowa                                                                                           | Martine Engebretsen                                                                    |
| 16.02.2016 | 11:10 CET | Lillehammer | Sprint stylem klasycznym chłopców                      | Thomas Helland Larsen                                                                        | Magnus Kim                                                                                                | Vebjørn Hegdal                                                                         |
| 18.02.2016 | 10:00 CET | Lillehammer | 5 km stylem dowolnym dziewcząt                         | Maja Jakunina                                                                                | Chi Chunxue                                                                                               | Rebecca Immonen                                                                        |
| 18.02.2016 | 12:00 CET | Lillehammer | 10 km stylem dowolnym chłopców                         | Magnus Kim                                                                                   | Vebjørn Hegdal                                                                                            | Igor Fiedotow                                                                          |
| 19.02.2016 | 10:00 CET | Lillehammer | Sztafeta mieszana (biegi, skoki i kombinacja norweska) | Rosja · Sofja Tichonowa · Maksim Siergiejew · Witalij Iwanow · Maja Jakunina · Igor Fiedotow | Norwegia · Anna Odine Strøm · Marius Lindvik · Einar Lurås Oftebro · Martine Engebretsen · Vebjørn Hegdal | Niemcy · Agnes Reisch · Jonathan Siegel · Tim Kopp · Anna-Maria Dietze · Philipp Unger |

## Wyniki

### Dziewczęta

#### Cross
13 lutego 2016
| Miejsce | Zawodniczka           | Czas    | Strata |
| ------- | --------------------- | ------- | ------ |
|         | Moa Lundgren          | 3:26,35 | —      |
|         | Johanna Hagström      | 3:28,09 | +1,74  |
|         | Laura Chamiot-Maitral | 3:29,56 | +3,21  |
| 4.      | Anna-Maria Dietze     | 3:29,72 | +3,37  |
| 5.      | Martine Engebretsen   | 3:32,48 | +6,13  |
| 6.      | Maja Jakunina         | 3:32,72 | +6,37  |
| 7.      | Rebecca Immonen       | 3:37,38 | +11,03 |
| 8.      | Barbora Havlíčková    | 3:38,87 | +12,52 |
| 9.      | Chi Chunxue           | 3:39,10 | +12,75 |
| 10.     | Julija Pietrowa       | 3:42,46 | +16,11 |
| ...     |                       |         |        |
| 26.     | Klaudia Kołodziej     | —       | —      |

#### Sprint stylem klasycznym
16 lutego 2016
| Miejsce   | Zawodniczka           | Czas    | Strata |
| --------- | --------------------- | ------- | ------ |
|           | Johanna Hagström      | 3:19,55 | —      |
|           | Julija Pietrowa       | 3:21,95 | +2,40  |
|           | Martine Engebretsen   | 3:22,82 | +3,27  |
| 4.        | Moa Lundgren          | 3:25,99 | +6,44  |
| 5.        | Laura Chamiot-Maitral | 3:28,39 | +8,84  |
| 6.        | Hannah Halvorsen      | 3:33,20 | +13,65 |
| Półfinały |                       |         |        |
| 7.        | Rebecca Immonen       | —       | —      |
| 8.        | Désirée Steiner       | —       | —      |
| 9.        | Anja Mandeljc         | —       | —      |
| 10.       | Anna-Maria Dietze     | —       | —      |
| 11.       | Stine Lise Truu       | —       | —      |
| 12.       | Gabrijela Skender     | —       | —      |
| ...       |                       |         |        |
| 29.       | Klaudia Kołodziej     | —       | —      |

#### 5 km stylem dowolnym
18 lutego 2016
| Miejsce | Zawodniczka           | Czas    | Strata  |
| ------- | --------------------- | ------- | ------- |
|         | Maja Jakunina         | 12:58,8 | —       |
|         | Chi Chunxue           | 13:29,9 | +31,1   |
|         | Rebecca Immonen       | 13:35,9 | +37,1   |
| 4.      | Johanna Hagström      | 13:39,5 | +40,7   |
| 5.      | Laura Chamiot-Maitral | 13:40,0 | +41,2   |
| 6.      | Anja Mandeljc         | 13:40,4 | +41,6   |
| 7.      | Barbora Havlíčková    | 13:40,9 | +42,1   |
| 8.      | Juliette Ducordeau    | 13:50,4 | +51,6   |
| 9.      | Moa Lundgren          | 13:51,7 | +52,9   |
| 10.     | Roosa Niemi           | 13:55,2 | +56,4   |
| ...     |                       |         |         |
| 29.     | Klaudia Kołodziej     | 15:11,3 | +2:12,5 |

### Chłopcy

#### Cross
13 lutego 2016
| Miejsce | Zawodnik              | Czas    | Strata |
| ------- | --------------------- | ------- | ------ |
|         | Magnus Kim            | 2:59,56 | —      |
|         | Thomas Helland Larsen | 3:00,73 | +1,17  |
|         | Lauri Mannila         | 3:01,84 | +2,28  |
| 4.      | Adam Persson          | 3:03,95 | +4,39  |
| 5.      | Luca Del Fabbro       | 3:06,23 | +6,67  |
| 6.      | Camille Laude         | 3:06,97 | +7,41  |
| 7.      | Remi Lindholm         | 3:07,88 | +8,32  |
| 8.      | Iwan Lyuft            | 3:08,99 | +9,43  |
| 9.      | Florian Schwentner    | 3:16,48 | +16,92 |
| 10.     | Mateusz Haratyk       | 3:20,90 | +21,34 |

#### Sprint stylem klasycznym
16 lutego 2016
| Miejsce   | Zawodnik              | Czas    | Strata |
| --------- | --------------------- | ------- | ------ |
|           | Thomas Helland Larsen | 2:55,39 | —      |
|           | Magnus Kim            | 2:55,72 | +0,33  |
|           | Vebjørn Hegdal        | 2:56,49 | +1,10  |
| 4.        | Camille Laude         | 2:59,87 | +4,48  |
| 5.        | Lauri Mannila         | 3:00,96 | +5,57  |
| 6.        | Adam Persson          | 3:16,58 | +21,19 |
| Półfinały |                       |         |        |
| 7.        | Iwan Lyuft            | —       | —      |
| 8.        | Igor Fiedotow         | —       | —      |
| 9.        | Vili Črv              | —       | —      |
| 10.       | Remi Lindholm         | —       | —      |
| 11.       | Adam Matouš           | —       | —      |
| 12.       | Luca Del Fabbro       | —       | —      |
| ...       |                       |         |        |
| 23.       | Mateusz Haratyk       | —       | —      |

#### 10 km stylem dowolnym
18 lutego 2016
| Miejsce | Zawodnik              | Czas    | Strata  |
| ------- | --------------------- | ------- | ------- |
|         | Magnus Kim            | 23:04,8 | —       |
|         | Vebjørn Hegdal        | 23:20,8 | +16,0   |
|         | Igor Fiedotow         | 23:59,2 | +54,4   |
| 4.      | Thomas Helland Larsen | 24:03,6 | +58,8   |
| 5.      | Andrij Orłyk          | 24:13,4 | +1:08,6 |
| 6.      | Jarosław Ryboczkin    | 24:17,1 | +1:12,3 |
| 7.      | Remi Lindholm         | 24:48,3 | +1:43,5 |
| 8.      | Hunter Wonders        | 24:48,5 | +1:43,7 |
| 9.      | Eric Rosjö            | 25:15,0 | +2:10,2 |
| 10.     | Luca Del Fabbro       | 25:20,5 | +2:15,7 |
| ...     |                       |         |         |
| 20.     | Mateusz Haratyk       | 25:45,3 | +2:40,5 |

### Sztafeta mieszana (3×HS100 + 3×3,3 km)
19 lutego 2016
| Miejsce | Państwo           | Zawodnicy                                                          | Punkty skoki | Miejsce skoki | Czas    | Strata  |
| ------- | ----------------- | ------------------------------------------------------------------ | ------------ | ------------- | ------- | ------- |
|         | Rosja             | S. Tichonowa, M. Siergiejew, W. Iwanow, M. Jakunina, I. Fiedotow   | 349,6        | 4.            | 26:16,9 | —       |
|         | Norwegia          | A.O. Strøm, M. Lindvik, E.L. Oftebro, M. Engebretsen, V. Hegdal    | 337,8        | 6.            | 26:38,0 | +21,1   |
|         | Niemcy            | A. Reisch, Jonathan Siegel, T. Kopp, A.M. Dietze, P. Unger         | 356,1        | 2.            | 26:38,4 | +21,5   |
| 4.      | Słowenia          | E. Klinec, B. Pavlovčič, V. Vrhovnik, A. Mandeljc, L. Markun       | 375,7        | 1.            | 26:38,5 | +21,6   |
| 5.      | Austria           | J. Huber, C. Leitner, F. Dagn, A. Juppe, F. Schwentner             | 351,5        | 3.            | 27:11,8 | +54,9   |
| 6.      | Francja           | R. Dieu, J. Learoyd, L. Vaxelaire, J. Ducordeau, J. Royer          | 330,8        | 7.            | 27:48,1 | +1:31,2 |
| 7.      | Japonia           | O. Shihori, M. Itō, Y. Kimura, H. Miyazaki, R. Kasahara            | 314,2        | 8.            | 28:01,7 | +1:44,8 |
| 8.      | Stany Zjednoczone | L. Sankey, C. Larson, B. Loomis, H. Halvorsen, H. Wonders          | 286,2        | 10.           | 28:26,7 | +2:09,8 |
| 9.      | Polska            | K. Rajda, D. Jarząbek, P. Twardosz, K. Kołodziej, M. Haratyk       | 305,2        | 9.            | 28:29,1 | +2:12,2 |
| 10.     | Włochy            | L. Malsiner, A. Longo, A. Kostner, C. De Zolt Ponte, L. Del Fabbro | 281,2        | 11.           | 28:38,0 | +2:21,1 |

## Klasyfikacja medalowa
| Miejsce | Państwo          | złoto | srebro | brąz | złoto · srebro · brąz |
| ------- | ---------------- | ----- | ------ | ---- | --------------------- |
| 1.      | Rosja            | 2     | 1      | 1    | 4                     |
| 2.      | Szwecja          | 2     | 1      | 0    | 3                     |
| 2.      | Korea Południowa | 2     | 1      | 0    | 3                     |
| 4.      | Norwegia         | 1     | 3      | 2    | 6                     |
| 5.      | Chiny            | 0     | 1      | 0    | 1                     |
| 6.      | Finlandia        | 0     | 0      | 2    | 2                     |
| 7.      | Francja          | 0     | 0      | 1    | 1                     |
| 7.      | Niemcy           | 0     | 0      | 1    | 1                     |